# 古賀鈴鳴
古賀 鈴鳴（こが すずなり、1973年 - ）は、クリエイティブディレクター、アートディレクター、ファッションデザイナー、グラフィックデザイナー、イラストレーター、美術家、詩人、写真家、音楽家、ミュージックビデオの監督、学校の校長、書店の経営者　など多彩な才能をもつクリエイター。詩人、絵本画家としても、詩画集や絵本を多数出版している。

## 来歴・人物
滋賀県出身。
デザイナー、アート・ディレクターとしては、くるり、曽我部恵一、遠藤賢司、ウラニーノ、東京カランコロン等のCDジャケットのディレクション、制作に参加。アパレルブランド「mercibeaucoup,」「HELMUT LANG」「CABANE de zucca」等のグラフィック、書籍で小説やヴィジュアル本の装幀を多く手がけている。
イラストレーター、絵描きとしては、HMVのCFアニメーションや、銀座松屋デパートのキャンペーン、横浜駅構内の巨大商業施設「JOINUS TheDIAMOND」のキャンペーンキャラクター、栗田工業カレンダー等の企業広告や、本の装画などを数多く手がけている。
バンド、ウラニーノのメジャーデビューミニアルバム「ランドリーとワールド」では、初のミュージックビデオ監督をつとめた。
2023年、『 PICASSO & MATISSE 』というアパレルブランドを始めた。
自身のバンド、冬の踊り子のリーダーであり、曽我部恵一主宰のROSE RECORDSより1st ALBUM『JAZZ』を2006年にリリース。2nd ALBUM『映画』を2008年にリリース。さまざまな国内フェスにも参加している。
2012年より、京都で「世界文庫」というセレクト古書店をオープンし、オーナーをつとめている。書店内の「世界棚」という本棚には、クラムボンの原田郁子、荒井良二、セバスチャンXの永原真夏、セキユリヲ、ミナ ペルホネンの皆川明、6次元のナカムラクニオ、京セラ美術館の高橋信也等、親交のあるクリエイターの蔵書からの古書が並び、販売されている。
2017年には、世界文庫で、大人のための新しい働き方の学校、「世界文庫アカデミー」を開校した。20名ほどのさまざまなジャンルのクリエイターが講師を務めている。
近年は、全国各地の学校で特別講師を務めたり、さまざまなワークショップも展開している。国内のデザイン誌のみならず、海外のデザイン誌にも、その作品が取り上げられている。

## 主な作品

### 著書
- 詩画集
  - 『冬でも金魚』ダ・ヴィンチブックス
  - 『スノウ』三心堂出版社
  - 『白』三心堂出版社
  - 『プロローグ』三心堂出版社
  - 『放つ話』トムズボックス
  - 『LOVE BOOK〜現代語訳百人一首〜』講談社
  - 『PICASSOS』Zebra Books Publishing
- 写真集
  - 『運命』Zebra Books Publishing[4]
- 絵本
  - 『かいもの さんぽ ゴムぞうり』岩崎書店

### アルバム・CD
- 『Sweetpie』 ※Pretty Poet 名義で、展覧会「Sweetpie」の際に限定200枚発売。
- 『JAZZ』（ROSE RECORDS） 冬の踊り子
- 『映画』（ROSE RECORDS） 冬の踊り子